# Campeonato Cearense 1971
In 1971 werd het 57ste Campeonato Cearense gespeeld voor clubs uit Braziliaanse staat Ceará. De competitie werd georganiseerd door de FCF en werd gespeeld van 10 februari tot 3 augustus. Ceará werd kampioen. 

## Eerste toernooi
| Plaats | Club              | Wed. | W  | G | V  | Saldo | Ptn. |
| ------ | ----------------- | ---- | -- | - | -- | ----- | ---- |
| 1.     | Ceará             | 14   | 10 | 2 | 2  | 31:8  | 22   |
| 2.     | Guarany de Sobral | 14   | 9  | 3 | 2  | 34:21 | 21   |
| 3.     | Ferroviáro        | 14   | 8  | 3 | 3  | 24:13 | 19   |
| 4.     | Fortaleza         | 14   | 8  | 2 | 4  | 24:10 | 18   |
| 5.     | Calouros do Ar    | 14   | 7  | 1 | 6  | 32:17 | 15   |
| 6.     | Tiradentes        | 14   | 3  | 1 | 10 | 13:33 | 7    |
| 7.     | Quixadá           | 14   | 2  | 2 | 10 | 16:47 | 6    |
| 8.     | América           | 14   | 1  | 2 | 11 | 8:33  | 4    |

|  | Geplaatst voor finale              |
|  | Uitgeschakeld voor tweede toernooi |

## Tweede toernooi
| Plaats | Club              | Wed. | W | G | V | Saldo | Ptn. |
| ------ | ----------------- | ---- | - | - | - | ----- | ---- |
| 1.     | Fortaleza         | 10   | 8 | 1 | 1 | 21:9  | 17   |
| 2.     | Ferroviáro        | 10   | 7 | 1 | 2 | 17:7  | 15   |
| 3.     | Ceará             | 10   | 6 | 2 | 2 | 19:8  | 14   |
| 4.     | Calouros do Ar    | 10   | 4 | 0 | 6 | 13:19 | 8    |
| 5.     | Guarany de Sobral | 10   | 2 | 0 | 8 | 12:23 | 4    |
| 6.     | Tiradentes        | 10   | 1 | 0 | 9 | 10:26 | 2    |

|  | Geplaatst voor finale |

## Finale
|                          |       |       |           |  |
| 28 juli Eerste wedstrijd | Ceará | 1 – 0 | Fortaleza |  |
| 28 juli Eerste wedstrijd |       |       |           |  |

|                             |       |       |           |  |
| 1 augustus Tweede wedstrijd | Ceará | 0 – 0 | Fortaleza |  |
| 1 augustus Tweede wedstrijd |       |       |           |  |

|                            |       |       |           |  |
| 3 augustus Derde wedstrijd | Ceará | 2 – 2 | Fortaleza |  |
| 3 augustus Derde wedstrijd |       |       |           |  |

### Kampioen
| Campeonato Cearense de 1971 |
| Ceará                       |
| --------------------------- |
| CEARÁ Kampioen (20° titel)  |